# 胡巴里夫卡 (波爾塔瓦州)
49°9′4″N 34°29′16″E / 49.15111°N 34.48778°E
胡巴里夫卡（羅馬化：Hubarivka）是烏克蘭中部波爾塔瓦州波爾塔瓦區的村莊。該村分別距離利文斯凱0.5和賴杜日內4公里，面積1.27平方公里，海拔高度81米，2001年人口134。